# Конамі Каната
Конамі Каната (яп.こなみ かなた, Каната Конамі; Нагано, 3 липня 1958 ) — японська авторка манги, відома своїми роботами з котами.  Вона є автором серії коміксів Chi's Sweet Home, який розповідає про життя маленької кішки на ім'я Чі та сім'ї, яка прийняла її. 
Її перша манга, Puchi Neko Jamu Jamu (яп. ブチねこジャムジャム, ), була опублікована в 1982 році в журналі Nakayoshi Коданші, і вже зображувала кота. З 2004 року вана публікує у Kōdansha серію « Бабуся та її товстий кіт » (яп. ふくふくふにゃ～ん).
Однією з найвідоміших її робіт є серія коміксів Chi's Sweet Home, виданий між 2004 і 2015 роками, який розповідає про пригоди маленького кота на ім'я Чі, який загубився і був усиновлений сім'єю Ямада. Манга була настільки успішною, що її адаптували до аніме-серіалу Madhouse у 2008 і 2009 роках  .